# Eruera Tirikatene
Sir Eruera Tihema Te Aika Tirikatene, né Edward James Te Aika Tregerthen, le 5 janvier 1895 au pa (village maori) Te Rakiwhakaputa dans le district de Waimakariri et mort le 11 janvier 1967 sur sa ferme près du village, est un homme politique néo-zélandais. Il est député à la Chambre des représentants durant trente-cinq ans, de 1932 à 1967, et y est le premier représentant du mouvement Ratana.

## Jeunesse et conversion
Maori, fils aîné d'un charpentier, il est issu de l’iwi (tribu) Ngai Tahu. Sa famille lui enseigne les savoirs et croyances traditionnels de son peuple. Ses parents sont chrétiens, et il est éduqué dans une école anglicane. Vers l'âge de 14 ans il met un terme à sa scolarité et travaille sur une ferme. En 1914, lorsqu'éclate la Première Guerre mondiale, il est trop jeune pour s'engager. Il s'engage sous le nom maorisé de « Eruera Tirikatene », qu'il conservera pour le reste de sa vie, mentant sur son âge. Il est déployé sur le front en Égypte et en France, et est promu sergent. Il est « remarqué pour son courage », ramenant à plusieurs reprises sur son dos des camarades blessés tout en essuyant les tirs de l'ennemi. De retour en Nouvelle-Zélande en 1919, il s'achète une ferme et s'y installe. En décembre 1919 il épouse Ruti Matekino Solomon, fille d'un chef des Ngai Tahu. Le couple aura douze enfants, dont deux mourront en bas âge. Il se lance dans le commerce avec son beau-frère Rangi Solomon ; ils possèdent bientôt une ferme laitière, une entreprise de scierie, une flotte de pêche et deux petits ferrys.
En 1921, Tirikatene et sa famille rejoignent Rangi Solomon, converti au mouvement Ratana, au pa du mouvement. À la demande de Tahupotiki Wiremu Ratana, le fondateur de ce mouvement chrétien proprement maori, il prend la direction des affaires agricoles du village, améliorant nettement la production de blé et de pommes de terre. Il se convertit peu à peu à son tour, attiré par les projets de Wiremu Ratana : libérer les Maori de leurs craintes et croyances dans les pouvoirs des tohunga (prêtres ou 'sorciers' traditionnels), et entrer en politique pour y défendre les droits des Maori, et leur égalité avec les blancs, sur la base du traité de Waitangi. Tirikatene, convaincu que Ratana a été inspiré par une révélation divine, se consacre pleinement à cette cause, abandonnant ses richesses et vivant au village Ratana dans une relative pauvreté.

## Carrière politique

### Député
Wiremu Ratana présente des candidats de son mouvement dans les quatre circonscriptions électorales réservées aux Maori lors des élections législatives de 1928. Tous sont battus, mais dans la circonscription Maori-sud, Tirikatene n'est battu que d'une seule voix d'écart, même sans avoir eu le temps de faire campagne. Le mouvement se rapproche du Parti travailliste, mais n'obtient à nouveau aucun siège aux élections de 1931. En 1932 toutefois, la mort du député de Maori-sud entraîne une élection partielle, que Tirikatene remporte. Il devient le premier député Ratana à la Chambre des représentants.
Dans l'enceinte du Parlement, il soulève les griefs des tribus dont les terres ont été confisquées de manière abusive ; il insiste à de multiples reprises sur l'importance du traité de Waitangi, ignoré et bafoué, et demande en vain que le traité obtienne une reconnaissance législative. Durant ce premier mandat, il attire également l'attention des députés sur la pauvreté et le chômage qui frappent de nombreux Maori, dans le contexte de la Grande Dépression. Il souligne que les aides sociales allouées aux Maori sont de moindre niveau que celles dont bénéficient les blancs. Ses critiques envers le gouvernement conservateur de George Forbes irritent le ministre des Affaires indigènes, Apirana Ngata, hostile au mouvement Ratana et qui les vit comme une attaque personnelle.
Tirikatene conserve son siège aux élections de 1935, qui voient un second député Ratana, Toko Ratana (fils de Wiremu Ratana), le rejoindre à la Chambre. Plus important, ces élections sont remportées pour la première de l'histoire par le Parti travailliste, dont le dirigeant Michael Savage devient premier ministre. En février 1936, les deux députés Ratana se fondent dans le Parti travailliste, consolidant ainsi la majorité parlementaire du gouvernement, et permettant au Ratana d'influer sur ce dernier. Tirikatene obtient du gouvernement Savage que les aides sociales versées aux personnes maori soient les mêmes que pour les blancs ; l'État-providence que mettent en place les Travaillistes abolit toute discrimination envers les Maori en matière de politique sociale. Il obtient également de pouvoir s'exprimer en langue maori lors de ses allocutions à la Chambre.
En 1937, il est l'un des dignitaires représentant la Nouvelle-Zélande au couronnement à Londres du roi George VI, roi de Nouvelle-Zélande aussi bien que du Royaume-Uni. Il conserve son siège lors des élections législatives de 1938. En 1939, Wiremi Ratana, le chef spirituel de l'Église Ratana, meurt. Son fils le député Toko Ratana, « un homme humble et doux », est son successeur spirituel mais accepte volontiers qu'Eruera Tirikatene prenne la direction politique du mouvement. En avril 1943, Tirikatene est nommé représentant des intérêts maori au gouvernement, sans portefeuille ministériel toutefois. Après la Seconde Guerre mondiale, ayant été réélu député en 1946, il demande en vain la mise en place d'instances d'autonomie et d'auto-gestion pour les tribus maori. Il obtient néanmoins des compensations limitées pour des spoliations de terres maori commises au dix-neuvième siècle, entre autres pour les Ngai Tahu.

### Ministre
Les Travaillistes perdent les élections de 1949. De 1949 à 1957, Tirikatene siège donc comme député d'opposition. Il préside le comité du Parti travailliste chargé de définir la politique du parti relative aux Maori. En 1957, le Travailliste Walter Nash devient Premier ministre, et nomme Tirikatene au poste de ministre des Forêts. Il exerce ses fonctions de manière « énergique » ; en 1959, il introduit notamment une politique de gestion et de conservation des forêts de l'Urewera. Néanmoins, il se dispute fréquemment avec Nash, qui rejette toute proposition d'autogestion des tribus. Il obtient en 1960 l'adoption d'une loi Waitangi Day Act, qui dispose que le 6 février est une journée de reconnaissance et de commémoration de la signature du traité de Waitangi en 1840. Cette même année, en 1960, il est fait chevalier-commandeur de l'ordre de Saint-Michel et Saint-Georges,.
Les Travaillistes perdent les élections de novembre 1960, et Tirikatene passe ses années restantes sur les bancs de l'opposition. Il continue à travailler sur sa ferme, où il meurt le 11 janvier 1967, s'étant assis pour reprendre son souffle après avoir abattu des arbres. Sa mort entraîne une élection partielle pour son siège de député, remportée pour le Parti travailliste par sa fille Whetu Tirikatene-Sullivan.